# Praia Angobó
A Praia Angobó é uma praia do Arquipélago de São Tomé e Príncipe, localiza-se a Este da ilha de São Tomé entre a Ponta Mussandá e a Ponta dos Morceços, junto à localidade de Coimbra na foz do Rio Angobó.